# World Economy, Ecology & Development
Der Weltwirtschaft, Ökologie & Entwicklung – WEED e. V. (WEED steht für World Economy, Ecology & Development) ist eine deutsche nichtstaatliche Organisation mit Sitz in Berlin, die 1990 gegründet wurde und sich seitdem für eine aus ihrer Sicht sozial gerechte und ökologisch zukunftsfähig gestaltete Globalisierung einsetzt.

## Position
Nach Ansicht von Weed folge die Globalisierung bisher dem Leitbild des Neoliberalismus: Liberalisierung, Deregulierung, Privatisierung, „freie Bahn dem Markt und dem Profit“. Soziale Gerechtigkeit und ökologische Zukunftsfähigkeit würden den Interessen einiger weniger untergeordnet. Das Resultat seien viele Verlierer und nur wenige Gewinner. Die Interessen der schwächeren Länder und marginalisierter Bevölkerungsgruppen blieben dabei auf der Strecke. Bei der Analyse der Nord-Süd-Beziehungen will Weed nach eigener Auskunft den Blick auf die weltwirtschaftlichen Rahmenbedingungen lenken. Dabei erschöpfe sich die Arbeit von Weed nicht in der Kritik an den Akteuren, sondern entwickele auch Reformvorschläge und Alternativkonzepte. So setze sich Weed beispielsweise für eine Reform des Internationalen Finanzsystems, eine Steuer auf internationale Devisenströme (Tobin-Steuer) und eine Neuordnung der internationalen Schuldner-Gläubiger-Beziehungen ein.

## Maßnahmen
Weed ist als gemeinnütziger Verein organisiert und verfügte Ende 2019 über 187 Mitglieder. Finanziert wird Weed vor allem vom Bundesministerium für wirtschaftliche Zusammenarbeit und Brot für die Welt.  Weed ist Mitglied im Netzwerk Steuergerechtigkeit Deutschland.
Weed führt  Kampagnen durch, veranstaltet Seminare, kommuniziert mit den Medien und engagiert sich in politischen Netzwerken. So ergriff Weed im September 1999 zusammen mit Kairos Europa die Initiative zur Gründung von Attac Deutschland. Weed analysiert weltwirtschaftliche, ökologische und soziopolitische Themen und fasst die Ergebnisse in Studien, Arbeitspapieren und Hintergrundmaterialien zusammen.
Kampagnen mit Beteiligung von Weed (Auswahl):
- StopEPA
- PC Global – Für Arbeitsrechte und Umweltgerechtigkeit in der Computerindustrie[3]
- Finanztransaktionssteuer: Steuer gegen Armut[4]

## Akteure
- Katharina Debring
- Hildegard Scheu
- Michael Müller-Puhlmann
- Jens Chorus